# Эффект бабочки 3: Откровения
«Эффект бабочки 3: Откровения» (англ. The Butterfly Effect 3: Revelations) — американский научно-фантастический психологический триллер 2009 года режиссёра Сета Гроссмана. Это третья и последняя часть франшизы «Эффект бабочки». Действие фильма происходит в городе Детройте, штат Мичиган, и большая часть съемок проходит там.
Фильм был впервые показан на кинофестивале After Dark Horrorfest, а затем сразу же был снят на видео, а прокат в кинотеатрах состоялся на международном уровне. Фильм получил смешанно-негативный приём критиков, которые назвали третий фильм незначительным улучшением по сравнению с предыдущим продолжением.

## Сюжет
Сэм Рейд перемещается во времени, чтобы выяснить, кто убил ту или иную жертву. Он берёт сводки уголовного дела и отправляется в прошлое, чтобы увидеть убийцу, не остановить, а увидеть, чтобы не нарушить временной баланс, и тем самым помогает собирать доказательства полиции. Для перемещения он использует заполненную льдом ванну. За его жизнеобеспечением следит его сестра Дженна.
В результате пожара, случившегося в раннем детстве (после которого он получил способность возвращаться в прошлое), погибает Дженна. В отчаянии он возвращается в прошлое, чтобы спасти сестру, но жертвует своими родителями, которые гибнут при пожаре. Сэм может перемещаться обратно во времени в любой момент времени своей жизни и в любое место, в котором он бывал ранее; ему нужно только сконцентрироваться на том, где и когда он хочет оказаться.
Далее становится известно, что Сэм выплачивает арендную плату своей сестры и покупает ей продукты, а также то, что сама она редко выходит из квартиры и живёт в нищете. Как-то раз к Сэму приходит старая подруга, Элизабет Браун, и просит о помощи. Её друг Лонни Флэнд сидит в тюрьме за ложное обвинение в убийстве её сестры Ребекки Браун; ему назначена судом смертная казнь. Она уверена, что Лонни ни в чём не виноват, и просит Сэма разобраться во всём этом.
Но у Сэма с Ребеккой ранее были серьёзные отношения, и, если он отправится назад в прошлое, он не сможет просто так смотреть на убийство и попытается его остановить, тем самым поставив под угрозу временной баланс. Осознавая это, он делает серьёзный шаг по предотвращению убийства Ребекки Браун и поимки убийцы, но опаздывает, Ребекка уже была мертва, а Элизабет убили прямо на его глазах. Вернувшись из прошлого, он становится подозреваемым в убийстве Браун 10 лет назад. Вскоре он также узнаёт про серийного убийцу по кличке «Убийца из Понтиака», который убил 8 девушек, первые из которых были сёстры Браун. Сэм собирается найти маньяка, но с каждым разом это становится всё труднее и труднее. Серийный убийца опережает его на шаг, а полиция, видя Сэма на месте преступления, считает, что он и есть «Убийца из Понтиака».
В конце выясняется, что Дженна тоже может перемещаться во времени, и что именно она и есть «Убийца из Понтиака», которая за своё спасение влюбилась в Сэма. Она убивала тех женщин, которые должны были стать подругами Сэма, и тех, кто по её мнению обижал, ставшего для неё любимым мужчиной, брата. Сэм возвращается в тот день, когда был пожар, и запирает Дженну в комнате, чтобы она не спаслась, а наоборот, сгорела заживо.
В конце фильма показана дочь Сэма, названная в честь Дженны. На пикнике в честь дня рождения своего отца, она кладёт свою куклу на решётку барбекю и с улыбкой на лице наблюдает за тем, как она сгорает дотла. Возможно, как и в предыдущих сериях «Бабочки», ребёнок получил сверхспособности по наследству от родителя.

## В ролях
- Крис Кармак — Сэм Рейд / Sam Reide
- Рэйчел Майнер — Дженна Рейд / Jenna Reide
- Мелисса Джонс — Викки / Vicky
- Кевин Ён — Гарри Голдбург / Harry Goldburg
- Линч Тревис — Следователь Дэн Гленн / Detective Dan Glenn
- Сара Хэйбел — Элизабет Браун / Elizabeth Brown
- Миа Серафино — Ребекка Браун / Rebecca Brown
- Хью Макуайр — Следователь Джейк Николас / Detective Jake Nicholas
- Ричард Уилкинсон — Лонни Фленнонс / Lonnie Flennons
- Шантель Джикалоун — Анита Барнс / Anita Barnes
- Майкл Эллисон — Парень Аниты / Anita’s Boyfriend
- Улисс Эрнандес — Пако / Paco
- Линда Бостон — Домовладелица / Landlady
- Майкл Плэйс — Молодой Сэм / Young Sam
- Катрина Таун — Молодая Дженна / Young Jenna
- Эмили Сьюттон-Смит — Мать в парке / Mother in the Park
- Деннис Норт — Отец Сэма / Sam’s Father
- Треовр Каллахан — Сын в парке / Son in the Park
- Питер Малота — Напавший в парке / Assailant in the Park
- Соня Авакян — Секретарша / Secretary
- Алексис Стёрр — Дочь Сэма / Sam’s Daughter
- Андреа Фостер — Жена Гленна / Glenn’s Wife
- Дэниел Спинк — Тюремщик / Prison Guard

## Создание фильма
Съёмки фильма проходили в Мичигане и закончились в октябре 2008 года. На экране фильм впервые появился как часть кинопрограммы After Dark Horrorfest III, фестиваля фильмов ужасов, проводившегося в январе 2009 года. Фильм выпущен на DVD 31 марта 2009 года.
Фильм был выпущен на DVD 31 марта 2009 года компанией Lionsgate Films. В конечном итоге фильм дебютировал в формате Blu-ray 4 января 2011 года. Он был включён в двойной фильм с другим фильмом After Dark Horrorfest, The Broken (2008).

## Критический прием
«Эффект бабочки 3» получил неоднозначные отзывы как критиков, так и зрителей.
Некоторые рецензенты похвалили фильм за попытку продолжить концепцию путешествий во времени и альтернативных реальностей.  Они оценили творческие идеи и развитие новой истории в той же вселенной. Некоторые также высоко оценили напряженные моменты и повороты сюжета фильма, поскольку они нашли его увлекательным и интригующим.
С другой стороны, были критики, которые считали, что «Эффект бабочки 3» не соответствует качеству оригинального фильма.  Они нашли эту историю запутанной и заявили, что ей не хватает глубины и эмоционального воздействия, как у оригинала. Кроме того, некоторые рецензенты раскритиковали актерскую игру и общее исполнение фильма.
Reel Film Reviews охарактеризовал 3-ю часть как «очень небольшое улучшение по сравнению с почти несмотрибельным «Эффектом бабочки 2».